# Parcs naturels et régionaux en Espagne

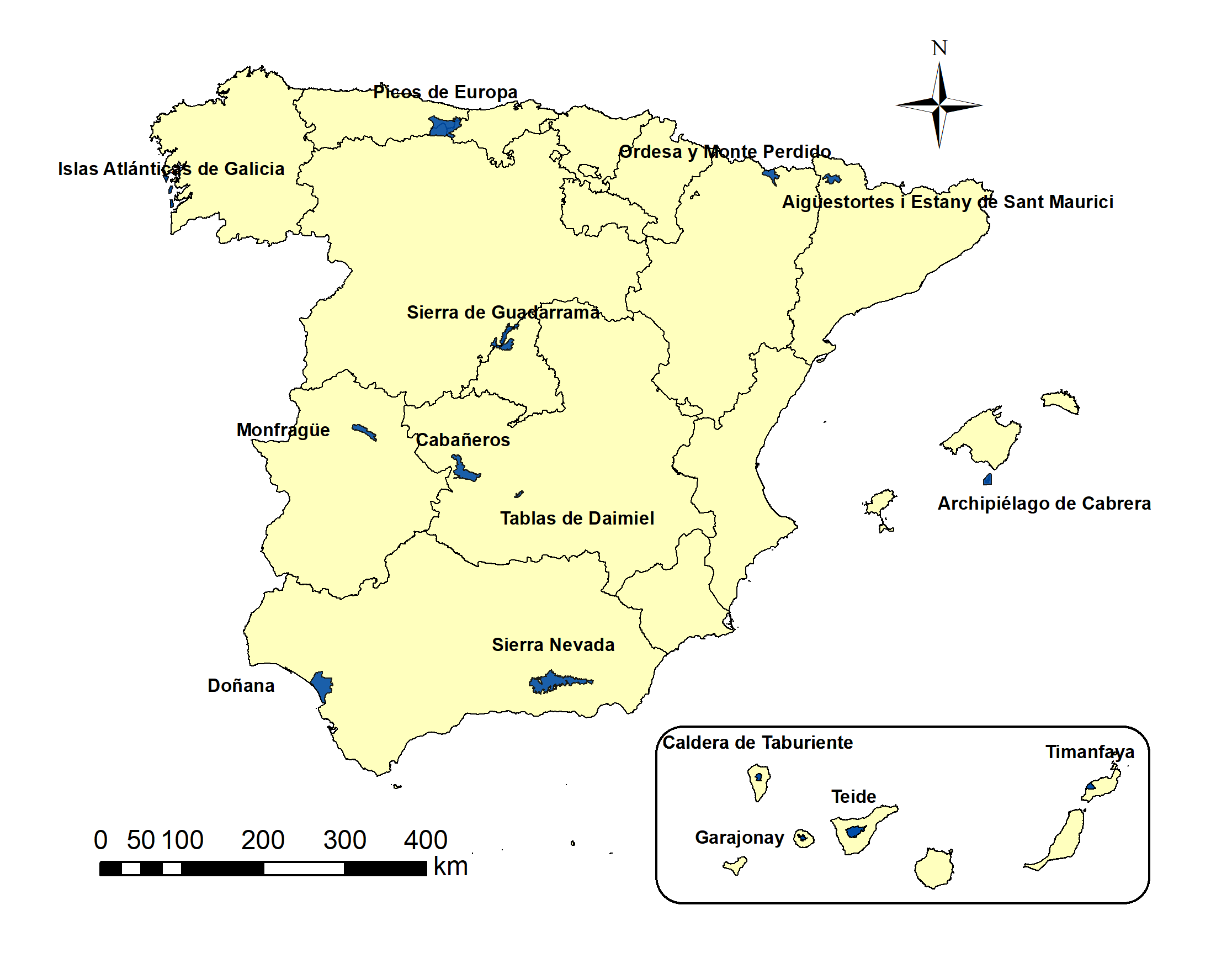
Carte des parcs naturels d'Espagne en 2017.

Pour un article plus général, voir Aire protégée en Espagne.
L'Espagne dispose de parcs naturels et de parcs régionaux.

## Parcs régionaux
Un parc régional est un type d'aire protégée uniquement présent dans les communautés autonomes de Castille-et-León, Madrid ainsi qu'en Murcie. 
Voici la liste des parcs régionaux d'Espagne classée par communauté autonome :

### Castille-et-León
- Montaña de Riaño y Mampodre
- Sierra de Gredos

### Communauté de Madrid
- Cuenca Alta del Manzanares
- Cursos Bajos de los ríos Manzanares y Jarama
- Curso Medio del río Guadarrama y su entorno

### Murcie
| Nom                                                | Superficie | Date de création |
| -------------------------------------------------- | ---------- | ---------------- |
| Cabo Cope y Puntas de Calnegre                     | 1032 ha    | 30 juillet 1992  |
| Calblanque, Monte de las Cenizas y Peña del Águila | 2453 ha    | 30 juillet 1992  |
| Carrascoy y El Valle                               | 17 410 ha  | 30 juillet 1992  |
| Salinas y Arenales de San Pedro del Pinatar        | 856 ha     | 30 juillet 1992  |
| Sierra Espuña                                      | 17 804 ha  | 10 novembre 1978 |
| Sierra del Carche                                  | 5942 ha    | 28 mars 2003     |
| Sierra de la Pila                                  | 8836 ha    | 30 juillet 1992  |

## Parcs naturels
Un parc naturel est un espace naturel peu modifié par des activités humaines qui, par son écosystème, faune, flore ou formations géomorphologiques représentatives, possèdent une valeur écologique, esthétique, éducative ou scientifique méritant une attention particulière.
Voici la liste des parcs naturels d'Espagne classée par communauté autonome. Il y en a 119.

### Andalousie
- Parc naturel de la baie de Cadix (es)
- Parc naturel de Cabo de Gata-Níjar
- Parc naturel de Despeñaperros
- Parc naturel de Doñana, jouxtant le parc national de Doñana
- Parc naturel de la Breña et des marais de Barbate (es)
- parc naturel Los Alcornocales (es) (chênes-lièges)
- Parc naturel de la campagne de Malaga (Montes de Málaga)
- Parc naturel du détroit de Gibraltar (Parque Natural del Estrecho)
- Parc naturel de la Sierra de Andujar (es)
- Parc naturel de la Sierra de Aracena et des pics de Aroche
- Parc naturel de la sierra de Baza
- Parc naturel de la Sierra de Cardeña et Montoro (es)
- Parc naturel de la Sierra de Castril (es)
- Parc naturel de la Sierra de Grazalema
- Parc naturel de la Sierra de Hornachuelos (es)
- Parc naturel de la Sierra de Huétor (es)
- Parc naturel de la Sierra de las Nieves
- Parc naturel de la Sierra de María Los Vélez (es)
- Parc naturel de la Sierra Mágina (es)
- Parc naturel de la Sierra Nevada jouxtant le parc national de la Sierra Nevada
- Parc naturel de la Sierra Morena de Séville (es)
- Parc naturel des Sierras Subbéticas (es)
- Parc naturel des sierras de Cazorla, Segura et las Villas
- Parc naturel des sierras de Tejeda, Almijara et Alhama
- Parc naturel Marismas de l'île Cristina
- Pointe Entinas-Sabinar (es)

### Aragon

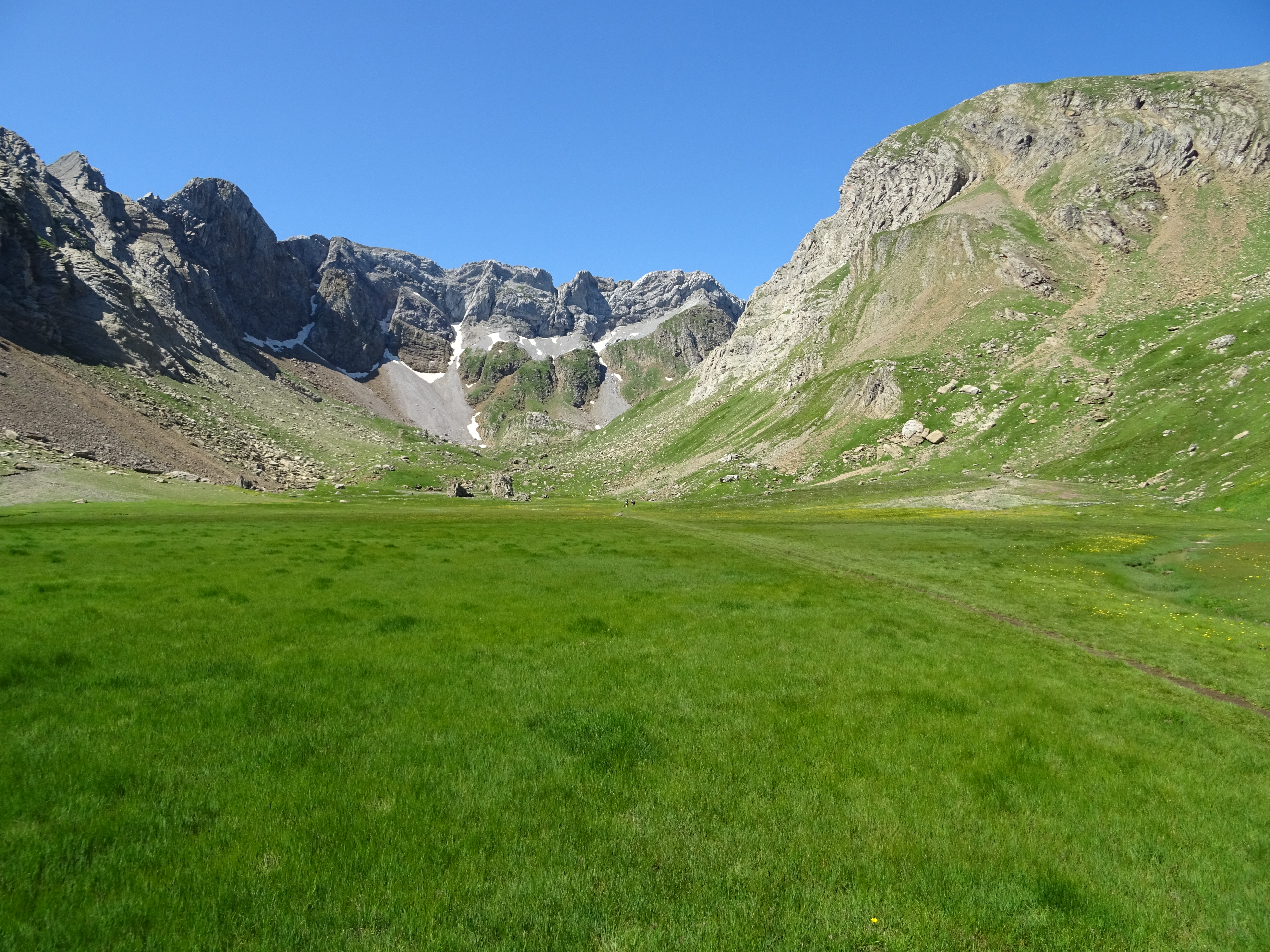
Dans le Parque natural de los Valles Occidentales, en Aragon. Juillet 2021.

- Parc naturel de la Dehesa del Moncayo
- Parc naturel de Posets-Maladeta
- Parc naturel de la Sierra et des gorges de Guara (Sierra y Cañones de Guara)
- Parc culturel de la rivière Vero

### Asturies
- Parc naturel des sources du Nacea et de l'Ibias (Fuentes del Narcea y del Ibias)
- Parc naturel de la Peña Ubiña-La Mesa
- Parc naturel de Ponga
- Parc naturel de Redes
- Parc naturel de Somiedo

### Îles Baléares
- Parc naturel de la Cala Mondragó
- Parc naturel d'Es Vedrá, Es Vedranell i els illots de Ponent
- Parc naturel de la péninsule de Llevant
- Parc naturel de S'Albufera des Grau
- Parc naturel de S'Albufera de Mallorca
- Parc naturel de Sa Dragonera
- Parc naturel de Ses Salines d'Eivissa i Formentera

### Îles Canaries
- Parc naturel de l'archipel de Chinijo
- Parc naturel de Corralejo
- Parc naturel de l'îlet de Lobos
- Parc naturel de Jandía
- Parc naturel de la Corona Forestal
- Parc naturel de Cumbre Vieja
- Parc naturel de Las Nieves
- Parc naturel de Los Volcanes
- Parc naturel de Majona
- Parc naturel des Pilancones
- Parc naturel de Tamadaba

### Cantabrie
- Parc naturel des Collados del Asón
- Parc naturel des dunes de Liencres
- Parc naturel de Macizo de Peñacabarga
- Parc naturel de Oyambre
- Parc naturel de Saja-Besaya
- Parc naturel des marais de Santoña, Victoria et Joyel

### Castille-La Manche
- Parc naturel du Haut-Tage
- Parc naturel de Barranco del Río Dulce
- Parc naturel des Calares del Río Mundo y de la Sima
- Parc naturel de Hayedo de Tejera Negra
- Parc naturel des lacs de Ruidera

### Castille-et-León
- Parc naturel d'Arribes du Duero (Photo)
- Parc naturel des gorges du Río Lobos (Cañón del Río Lobos)
- Parc naturel des sources Carrionas et Fuente Cobre (Fuentes Carrionas y Fuente Cobre)
- Parc naturel des Hoces del Río Duratón

L'hermitage San Bartolimé dans le parc naturel des gorges du Río Lobos. Mai 2017.

- Parc naturel des Hoces del Río Riaza
- Parc naturel du lac de Sanabria (Lago de sanabria)
- Parc naturel de Las Batuecas-Sierra de Francia
- Parc naturel des Hoces del Alto Ebro y Rudrón

### Catalogne
- Parc naturel des Aiguamolls
- Parc naturel de Cadi-Moixero
- Parc naturel du Cap de Creus
- Parc naturel de l'Alt Pirineu
- Parc naturel de Poblet
- Parc naturel des Ports
- Parc naturel du delta de l'Èbre

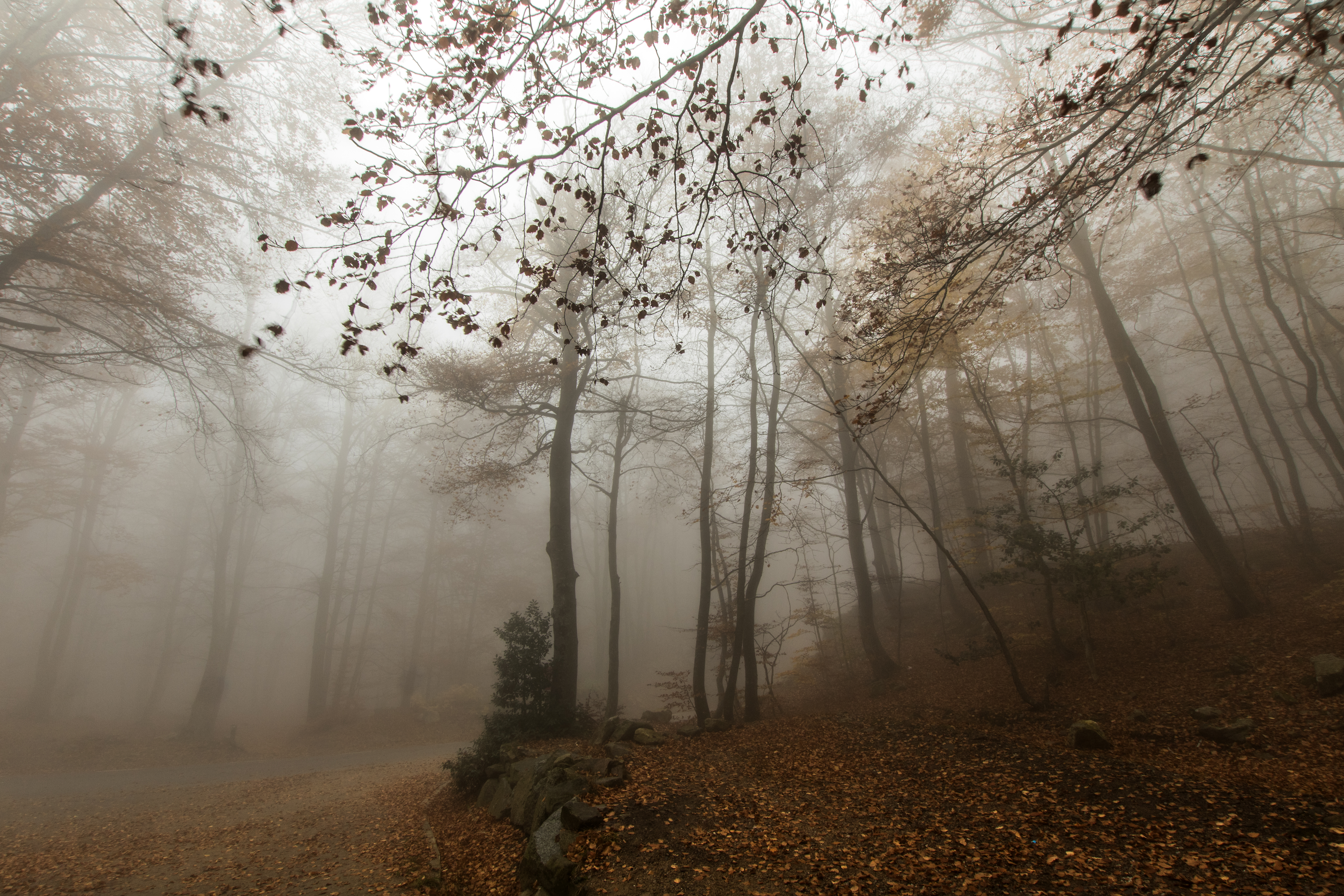
Sous-bois dans le parc naturel du Montseny. Novembre 2015.

- Parc naturel de la zone volcanique de la Garrotxa
- Parc naturel du Garraf
- Parc naturel de Monserrat
- Parc naturel de la Serra de Montsant
- Parc naturel du Montseny
- Parc naturel de San Lorenzo del Munt et Obac
- Espaces naturels du delta du Llobregat
  - Réseau des parcs de la Députation provinciale de Barcelone

### Estrémadure
- Parc naturel de Cornalvo et Sierra Bermeja
- Parc naturel de Monfragüe
- Parc naturel de Tajo Internacional

### Galice
- Parc naturel de Baixa Limia - Serra do Xurés - 20.920 ha (11.03.1993)
- Parc naturel des dunes de Corrubedo et lagunes de Carregal et Vixán  - 996,25 ha (5.06.1992)
- Parc naturel de Serra da Enciña da Lastra - 3.151,67 ha (2001)
- Parc naturel de Fragas do Eume - 9.125,65 ha (11.08.1997)
- Parc naturel de Monte Aloia - 746,29 ha (4.12.1978)
- Parc naturel de O Invernadeiro - 5.722 ha (5.06.1997)

### La Rioja
- Parc naturel de Sierra la Cebollera

### Communauté de Madrid
- Parc naturel de Cumbre, circo y lagunas de Peñalara

### Navarre
- Parc naturel des Bardenas Reales (Bardenas Reales)
- Parc naturel de Séñorio de Bertiz
- Parc naturel de Urbasa et Andia (Massif d'Urbasa et massif d'Andia)

### Pays basque
- Parc naturel d'Aiako Harria (Trois couronnes)
- Parc naturel de Aizkorri-Aratz
- Parc naturel de Aralar (Massif d'Aralar)
- Parc naturel de Gorbeia
- Parc naturel de Izki
- Parc naturel de Pagoeta
- Parc naturel d'Urkiola
- Parc naturel de Valderejo

### Communauté valencienne
- Parc naturel de l'Albufera
- Parc naturel de Chera-Sot de Chera
- Parc naturel du Désert de Las Palmas
- Parc naturel El Hondo
- Parc naturel de Font Roja
- Parc naturel des gorges du Cabriel
- Parc naturel des îles Columbretes
- Parc naturel de l'Albufera
- Parc naturel des Lagunes de Mata-Torrevieja
- Parc naturel du massif du Montgó
- Parc naturel de la Marjal de Pego-Oliva
- Parc naturel des gorges du Cabriel
- Parc naturel du Peñón de Ifach
- Parc naturel du Prado de Cabanes-Torreblanca
- Parc naturel de Puebla de San Miguel
- Parc naturel des Salines de Santa Pola
- Parc naturel de la Sierra Calderona
- Parc naturel de la Sierra d'Espadan
- Parc naturel de la Sierra Helada
- Parc naturel de la Sierra d'Irta
- Parc naturel de la Serra de Mariola
- Parc naturel de la Tenencia de Benifasar
- Parc naturel du Turia